# Джеймс Брюс
Джеймс Брюс (англ. James Bruce; 14 грудня 1730 — 27 квітня 1794) — шотландський мандрівник і письменник, який понад 10 років провів у Північній Африці і Ефіопії, де він виявив витоки Блакитного Нілу.

## Біографія

### Юні роки
Джеймс Брюс народився в Шотландії в родинному гнізді Фолькірка Кіннерда (англ. Falkirk Kinnaird) в Стерлінгширі і здобув освіту в школі Харроу та Единбурзькому університеті. Після закінчення університету він почав вчитися на адвоката, але одруження на дочці торговця вином спонукало його зайнятися виноторгівлею. Його дружина померла в жовтні 1754 року, на дев'ятому місяці їхнього шлюбу, після чого Брюс вирушив у подорож Португалією і Іспанією. Вивчення східних рукописів в Ескуріалі спонукало його до вивчення арабської мови та мови геєз і визначило подальший життєвий шлях. У 1758 році, після смерті батька, він вступив у володіння маєтком Кіннерд.

### У Північну Африку
Після початку війни з Іспанією в 1762 році Брюс представив британському уряду план нападу на Ферроль. Пропозиція не була прийнята, але завдяки їй Джордж Монтегю-Данк (2-й граф Галіфакс) надав йому перевагу при призначенні на посаду британського консула в м. Алжир, давши доручення вивчити стародавні руїни в цій країні, інтерес до яких пробудили описи, надіслані Томасом Шоу (Thomas Shaw; 1694—1751), який був священиком при консульстві в м. Алжир. Після вивчення протягом півроку старожитностей у Італії Брюс прибув до Алжиру в березні 1763 року. У серпні 1765 року, після прибуття в консульство його наступника, Брюс почав дослідження давньоримських руїн у Берберії. Обстеживши безліч руїн у східному Алжирі, він сухопутним шляхом проїхав з Тунісу в Триполі, і в Птолеметі (Ptolemeta) відправився морем в канд, але зазнав корабельної аварії біля Бенгазі і був змушений уплав добиратися до берега. Зрештою дістався до Крита, звідки відпливши в Сидон, проїхав через всю Сирію, побувавши в Пальмірі і Баальбеку. Під час своїх подорожей по Берберії і Леванту Брюс робив ретельні замальовки багатьох оглянутих ним руїн. Також він вивчив медицину в достатній мірі, щоб видавати себе на Сході за лікаря.

### Ніл і Ефіопія
У червні 1768 Брюс прибув до Александрії, зважившись спробувати знайти витоки Нілу, який, на його думку, брав початок у Ефіопії. У Каїрі він заручився підтримкою правителя мамлюків Алі-бея. Відвідавши Фіви (де він побував у гробниці Рамзеса III, KV11), він здійснив перехід через пустелю в Коссейр (Kosseir), де переодягнувся турецьким матросом. У травні 1769 року Брюс добрався до Джидди. Після зупинки в Аравії він знову перетнув Червоне море і 19 вересня висадився на берег в Массауа, якою в той час володіли турки. 14 лютого 1770 а Джеймс Брюс досяг Гондару, що був у той час столицею Ефіопії, де він був тепло зустрінутий негусом Текле Гайманотом II, расом Мікаелем Сехулом (Mikael Sehul), фактичним правителем країни, Войзеро Естер (Wozoro Esther), дружиною раса, і ефіопами в цілому. Його приємна зовнішність (мав зріст 6 футів 4 дюйми), знання мови гєез, спортивна майстерність, мужність, винахідливість і самоповага прихиляли до нього людей, що в цілому недовірливо ставилися до всіх іноземців. Брюс залишався в Ефіопії протягом двох років, отримавши знання, що дозволили йому згодом дати досконалу картину життя ефіопів. Сповнений рішучості досягти витоку Блакитного Нілу, після одужання від малярії, в жовтні 1770 року він знову вирушає в дорогу. Цього разу він подорожував у складі власної невеликої експедиції, що включала балугані (довірену особу царя) і грека на ім'я Стратес. Стратес був з грецького острова Кефалонія (Cephalonia) і жив в Ефіопії, а, можливо, й народився там. До складу експедиції Джеймса Брюса входили носильники, які як і раніше несли квадрант. Останній похід був здійснений 4 листопада 1770 по приємній місцевості, де росли квітучі кущі і пурхали тропічні птахи, з видом на високі гори. У другій половині дня, коли експедиція піднялася на висоту 9,5 тис. футів, показалася грубо збудована церква, і провідник, показавши рукою позаду неї, вказав на болітце з невеликим пагорбом посередині: це, за його словами, і був витік Нілу. 14 листопада 1770 Брюс досяг озера Тана — витіку Блакитного Нілу. Коли вони вийшли на берег озера, Джеймс Брюс, вирішивши відсвяткувати, взяв половинку кокосового горіха, яку він використовував замість чашки. Наповнивши її водою з джерела, він в компанії з Стратесом проголосив тости за «Його величність короля Георга III і за всіх принців» і за «Катерину, імператрицю всіх руських» — цей останній тост був жестом у бік грецького походження Стратеса, оскільки Катерина II саме в той час воювала з турками в Егейському морі. Послідували ще тости. Визнаючи, що Білий Ніл був більш великою річкою, Брюс стверджував, що Блакитний Ніл є Нілом древніх, тому саме він є першовідкривачем його витоку. Однак, на думку Алана Мурхеда, висловлену ним у книзі «Блакитний Ніл» (Moorehead. Blue Nile, p. 32-34), більш доцільно вважати, що Стратес був європейцем, що жив в Ефіопії до Джеймса Брюса, і саме він привів того до витоків Нілу — тому Стратеса-грека можна вважати першим європейцем, який знайшов витік Блакитного Нілу.
Сьогодні більшість істориків вважає єзуїтського місіонера Педро Паеса (Pedro Paez) першим європейцем, який виявив витік Блакитного Нілу 21 квітня 1618 а (Sir Wallis Budge: A history of Ethiopia, p. 397), а невелика грубо обтесаних церква на цьому місці, присвячена Св. Михайла, була зведена в пам'ять про цю подію. Тим не менш Брюс оскаржував це відкриття і висловив припущення, що відповідний уривок у мемуарах Паеса міг бути підроблений Атанасіус Кірхер. Пізніше витоки Блакитного Нілу відвідав Джеронімо Лобо (Jeronimo Lobo), який в 1669 році опублікував книгу під назвою «A Short Relation of the River Nile, of its source and current…». Джеймс Брюс намагався поставити під сумнів праці Лобо, але сучасні дослідження показали, що опис Лобо витоків абсолютно точно в деталях (RE Cheesman. Lake Tana and the Blue Nile.), Крім того, у розпорядженні Брюса був тільки неправильний переклад решті праць Лобо — через що в наші дні забавно читати спроби Брюса поставити праці Лобо під сумнів в порівнянні з правильним перекладом праць Лобо ( Beckingham, Costa, Lockhart. The itenerario of Jeronimo Lobo. — 1984.) — Брюс дійшов до того, що стверджував (помилково), що Лобо повинен був плисти по суші, а також заперечував існування кобри, що плюється отрутою, описаної Лобо (Bruces Travels, volume 4, page 326—331, 1805).

### Повернення
Виїхавши з Гондар в грудні 1771 року, незважаючи на значні труднощі, Брюс добрався через Сеннар в Нубію, ставши першим європейцем, який пройшов вздовж Блакитного Нілу до його злиття з Білим Нілом. 29 листопада 1772 року він досяг Асуана, незабаром повернувшись в пустелю за своїми щоденниками та багажем, які були залишені через загибель всіх його верблюдів. У Каїр мандрівник прибув у січні 1773 року, а в березні Брюс приїхав у Францію, де його вітав Жорж-Луї Леклерк де Бюффон та інші вчені. Брюс прибув до Лондона в 1774 році, але, ображений недовірою, з якою був сприйнятий опис його подорожей, оселився в своєму будинку в Кіннерді. Лише в 1790 році за наполяганням свого друга Дейнса Беррінгтона (Daines Barrington) він опублікував свої «Мандри до витоків Нілу в 1768, 1769, 1770, 1771, 1772 і 1773 роках» (Travels to Discover the Source of the Nile, In the Years 1768, 1769, 1770, 1771, 1772 and 1773), але інші мандрівники критикували книгу як таку, що не заслуговує довіри. Пізніше була показана достатня точність описів його абіссінських подорожей, і вважається, що їм зроблено реальний внесок у географічні пізнання того часу.

## Спадщина
- Ряд малюнків Брюса були подаровані королю Георгу III і знаходяться в королівській колекції в Віндзорському замку.
- Подорожі і відкриття Брюса надихали засновників британської Африканської асоціації (British African Association[en]) (1788) в їх зусиллях по організації подорожей з метою дослідження течії річки Нігер і міста Тімбукту.

## Біографії
- Майор (згодом сер) Френсіс Хед (Francis Head[en]), редактор скороченій версії «Мандрів», написав інформативну книгу «Життя Брюса» (Life of Bruce) (Лондон, 1830).
- Найкращий у XIX столітті виклад подорожей Брюса міститься в книзі сера Ламберта Плейфера (Lambert Playfair[en]) «Подорожі по слідах Брюса» ( Travels in the Footsteps of Bruce ' ') (London, 1877), де вперше була опублікована добірка його малюнків.
- Bredin, Miles (2001), The Pale Abyssinian: A Life of James Bruce, African Explorer and Adventurer, Flamingo.

## Вшанування
На честь Брюса названо чагарник роду Brucea, від якого отримав назву відомий алкалоїд бруцин. Однак відомості про вміст бруцину в цій рослині виявилися помилковими. Насправді бруцин був виділений з насіння блювотного горіха (Strychnos nux-vomica), де він міститься в кількості 1-1,5 %.